# Лямин, Иван Артемьевич
Иван Артемьевич Лямин (1822—1894) — русский купец и государственный деятель, статский советник (1871), действительный статский советник (1873), Московский городской голова в 1871—1873 годах, потомственный почётный гражданин (1861).

## Биография

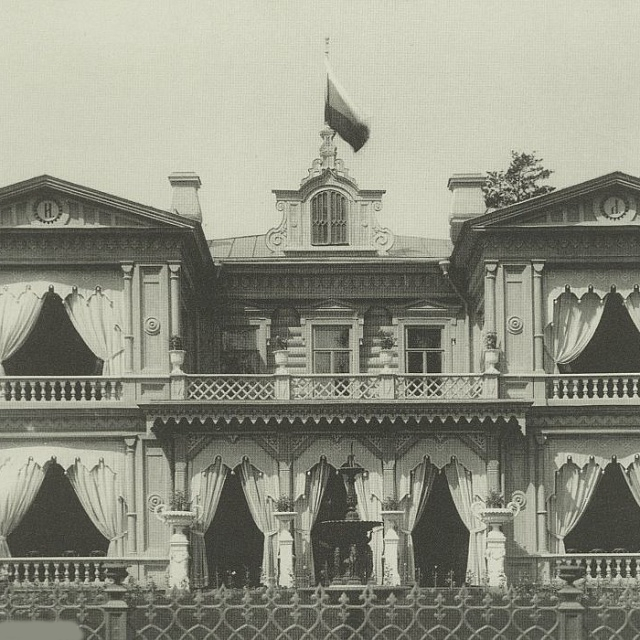
Дача Лямина в Сокольниках, 1890—1910 годы

Родился 16 августа 1822 года  в семье московского купца 3-й гильдии Артемия Ивановича Лямина из рода Ляминых.
Обучался в Императорской практической академии коммерческих наук в Москве (полного курса не окончил). После смерти отца, в 1839 году принял на себя заботу о семье. С 1841 по 1846 год — купец 3-й гильдии, с 1858 году — купец 1 -й гильдии.
Иван Артемьевич был членом Московского коммерческого суда (1854—1859), членом Московского биржевого комитета (1861—1869, в 1865—1868 годах — его председатель), исполнял должность директора Государственного банка (1861), являлся выборным Московского купеческого сословия (1863, 1866), гласным Московской городской думы (1863),  гласным Московского губернского земского собрания (1865, 1869). Московским городским обществом был избран на должность городского головы, занимал эту должность с 13 марта 1871 по 19 марта 1873 года. Он подал в отставку после столкновения с новым губернатором П.П. Дурново, к которому явился с визитом не в мундире, а во фраке.
В этот период в Москве его стараниями запустили конку, установили первые электрические фонари, открыли Политехнический музей. Также на его личные средства были построены пять училищ для мальчиков.
Купив ткацкую фабрику в городке Яхрома, Иван Артемьевич превратил её в процветающее предприятие (Товарищество Покровской мануфактуры). При фабрике он построил жилье для рабочих и служащих, детский сад, школу, библиотеку, столовую, храм, ремесленное училище для детей рабочих, а также открыл образцовую больницу и создал парк, который в настоящее время носит его имя.
17 сентября 1895 года  в фабричном посёлке торжественно открыт величественный Троицкий собор, построенный на деньги И. Лямина.
И. А. Лямин, будучи религиозным и высоконравственным человеком, занимался благотворительными делами. Во время Крымской войны 1853-1856 годов он пожертвовал крупные средства на нужды солдат. С 1859 года состоял церковным старостой и попечителем церкви Благовещения Пресвятой Богородицы (Святителя Николая) в Пыжах на Ордынке, материально поддерживая храм и приход более 30 лет. В 1850-е годы Лямин стал председателем комиссии по благоустройству в Сокольниках. Здесь на Ширяевом поле на его средства в 1875 году был построен деревянный храм Святителя Тихона Задонского.
Иван Артемьевич умер в Москве 9 декабря 1894 года и был похоронен на кладбище Даниловского монастыря. После его смерти вдова Елизавета Семёновна пожертвовала 600 тыс. рублей на строительство и содержание приюта для неизлечимо больных имени митрополита Сергия, открывшегося в 1901 году. В 1909 году их московский дом на Большой Ордынке, 24 она передала в ведение Московского общественного управления под устройство приюта им. И. А. Лямина для беспризорных детей и престарелых. В память о муже она возвела небольшой храм Святой Елисаветы в городе Дмитрове.

### Семья
Был женат с 1851 года на Елизавете Семёновне Лепёшкиной, дочери бывшего Московского городского головы в 1846—1849 годах С. Л. Лепешкина. С 1853 года Лямины жили в собственном доме на улице Большой Ордынке в приходе церкви Св. Николая в Пыжах. В конце жизни Елизавета Семеновна приняла тайный монашеский постриг.
В семье у них было четыре сына и пять дочерей: Семён (1850—1911), Сергей (1856—?), Николай (1860—1891), Тихон (1867—?), Анна (1849—?), Варвара (1852—?), Ольга (1866—1936), Вера (1868—1944), Софья. Внук — литературовед Николай Николаевич Лямин.
Их дочь Ольга в 1890 году вышла замуж за предпринимателя Н. Я. Никитинского, в их семье родились четверо детей: Иван, Николай, Ольга и Наталья.

## Награды
Иван Артемьевич Лямин является кавалером орденов Св. Владимира 2-й степени, Св. Анны 3-й степени с императорской короной, Св. Станислава 2-й степени, Св. Анны 2-й степени, Св. Станислава 4-й степени.
Также был награждён золотой медалью  для ношения на шее на Анненской ленте (1856, за примерное усердие и ревностное исполнение своих служебных обязанностей и пожертвование на военные надобности), бронзовой медалью в петлице на Анненской ленте (в память Крымской войны 1853—1856 годов), темно-бронзовой медалью для ношения в петлице на Александровской ленте (1883, в память Священного коронования Государя Императора Александра III), золотой медалью для ношения в петлице на Александровской ленте (1883, в память окончания и освящения храма Христа Спасителя).